# Madden NFL 18
Madden NFL 18 es un videojuego de futbol americano basado en la National Football League, desarrollado y publicado por EA Sports para PlayStation 4 y Xbox One. Es la entrega 29 de la serie Madden NFL, el juego tiene al quarterback Tom Brady de los New England Patriots en la portada, es el segundo año consecutivo que un jugador de los patriotas tiene esta distinción, anteriormente fue para el tight end Rob Gronkowski.
El juego fue lanzado en todo el mundo el 25 de agosto de 2017, mientras que aquellos que pre-ordenaron la "edición G.O.A.T." pudieron acceder al juego tres días antes el 22 de agosto de 2017. Este es el primer juego de la serie desde Madden NFL 2005 en no ser lanzado para PlayStation 3 y Xbox 360, y también es el primer juego de la serie principal desde Madden NFL ´94 en estar disponible solo para dos plataformas.

## Jugabilidad
Madden NFL 18 es el primer juego de la serie en usar el motor gráfico Frostbite.
Mientras que la serie de Madden se caracteriza por el modo Superstar career, Madden NFL 18 introduce un modo historia llamado Longshot, el primero en la serie. Longshot trata sobre Devin Wade, un quarterback de Mathis, Texas, que intenta llegar a la NFL, además incluye sus juegos en escuela e universidad (la primera aparición desde hace mucho en un juego deportivo de EA Sports desde 2013, cuando EA terminó la serie de NCAA Football), así como parte del NFL Scouting Combine. Las decisiones y rendimiento del jugador determinan la carrera de Devin, así como los diálogos son usados para ayudarle a tomar decisiones.